# Gliedergürteldystrophie 1E
Die Gliedergürteldystrophie 1E (LGMD1E) ist eine sehr seltene Erbkrankheit aus der Gruppe der Gliedergürteldystrophien, die autosomal-dominant vererbt wird. Das verursachende Gen konnte bislang nicht identifiziert werden. Durch Kopplungsanalysen wurde das gesuchte Gen auf dem langen Arm von Chromosom 7 (7q36) lokalisiert. Die Erkrankung geht mit Lähmungen der Muskulatur des Schulter- und Beckengürtels einher.

## Erkrankungsbild
Die Erkrankung manifestiert sich im Erwachsenenalter zwischen dem 20. und 60. Lebensjahr. Klinisch ist die Erkrankung gekennzeichnet durch eine proximale Muskelschwäche mit Muskelatrophien, die zunächst den Beckengürtel, im Verlauf meist auch den Schultergürtel betrifft. Die betroffenen Patienten entwickeln eine Gangstörung (Watschelgang). Die Atem- und die Herzmuskulatur ist nicht beteiligt.

## Diagnostik
Die Kreatinkinase im Serum ist leicht erhöht. In der Elektromyographie und Muskelbiopsie zeigen sich unspezifische myopathische Veränderungen. Teilweise sind histologisch Proteineinschlüsse nachweisbar.

## Nomenklatur
Die Bezeichnung „LGMD1E“ für diese Erkrankung ist in der medizinischen Fachliteratur nicht einheitlich. Vielfach wird für diese Muskelerkrankung auch die Bezeichnung LGMD1D verwendet, so dass es zu Verwechslungen zwischen beiden Formen kommen kann.